# Bambusa ventricosa
Bambusa ventricosa is een botanische naam, van een bamboesoort (behorende tot de grassenfamilie, Gramineae of Poaceae).
De soort komt van nature voor in tropische gebieden in Azië, zoals in China, Maleisië en Vietnam. De soort wordt gebruikt als bonsai.